# Ieper
Ieper (en neerlandès, pronunciat [ˈipər]; en francès Ypres, pronunciat [ipʁ]) és una ciutat belga de la província flamenca de Flandes occidental.

## Nuclis
L'1 de gener de 1977 la ciutat de Ieper es va fusionar amb els nuclis següents:
- Brielen
- Dikkebus
- Sint-Jan
- Hollebeke
- Voormezele
- Zillebeke
- Boezinge
- Zuidschote
- Elverdinge
- Vlamertinge

## Història
La ciutat va néixer al marge del Ieperleet, mig canal, mig riu, mig braç de mar que connectava la ciutat amb Bruges i Nieuwpoort. A l'edat mitjana, el control d'aquesta connexió (al llit de la qual els canals Plassendale-Nieuwpoort i Bruges-Oostende van excavar-se) va suscitar molts conflictes entre ambdues ciutats. Avui, el canal Ieper-IJzer, que connecta la ciutat amb el riu IJzer, ha perdut el seu paper econòmic. El llit del Ieperleet al centre s'ha cobert per fer un pàrquing, però hi ha un projecte de tornar a obrir-lo.
A l'edat mitjana, la ciutat tenia un paper important per la seva indústria de la llana, de la qual és testimoni la Lakenhalle (trad.: 'mercat cobert de la llana') a la plaça Major. Aquest edifici gòtic amb un belfort, va ser reconstruït després dels bombardejos de la Primera Guerra mundial que van destruir tota la ciutat. De 1559 a 1801 va ser la seu d'un bisbat.
Durant la Primera Guerra Mundial, Ieper fou centre d'intenses i llargues batalles entre les tropes prussianes i els aliats. Això la fa tristament famosa per ser associada amb el gas tòxic iperita, que va ser utilitzat per primera vegada durant aquest conflicte a Ieper, per la qual cosa el nom del gas es formà a partir del nom de la ciutat. Aquest gas se'l coneix també com a gas mostassa pel fet de tenir una olor similar a la mostassa. Durant el primer atac de clor/fosgen combinat dels alemanys, llançat contra les tropes britàniques a Nieltje, prop de Ieper el 19 de desembre de 1915, es van alliberar 88 tones de gas envasades en cilindres: causaren 1.069 baixes i 120 morts.

## Persones destacats
- Jacobus Papa (segle xvi), ludimagister i poeta.
- Jean de Bonmarche (1520-1569), compositor.
- Antoon Sanders (1564-1684), canonge, historiador, filòsof i teòleg.
- Louis Van den Broeck (1759-1832), compositor musical.
- Joseph Marie de Tilly (1837-1906), militar i matemàtic.